# Gârbovi (gmina)
Gârbovi – gmina w Rumunii, w okręgu Jałomica. Obejmuje tylko jedną miejscowość Gârbovi. W 2011 roku liczyła 3958 mieszkańców. 